# Mẫu lõi khoan

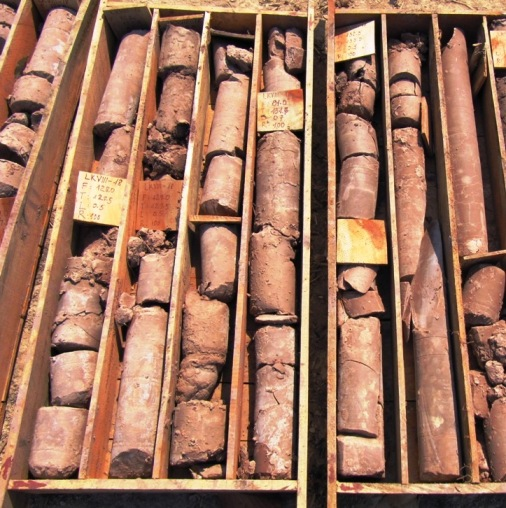
Mẫu lõi khoan địa chất của một hố khoan.

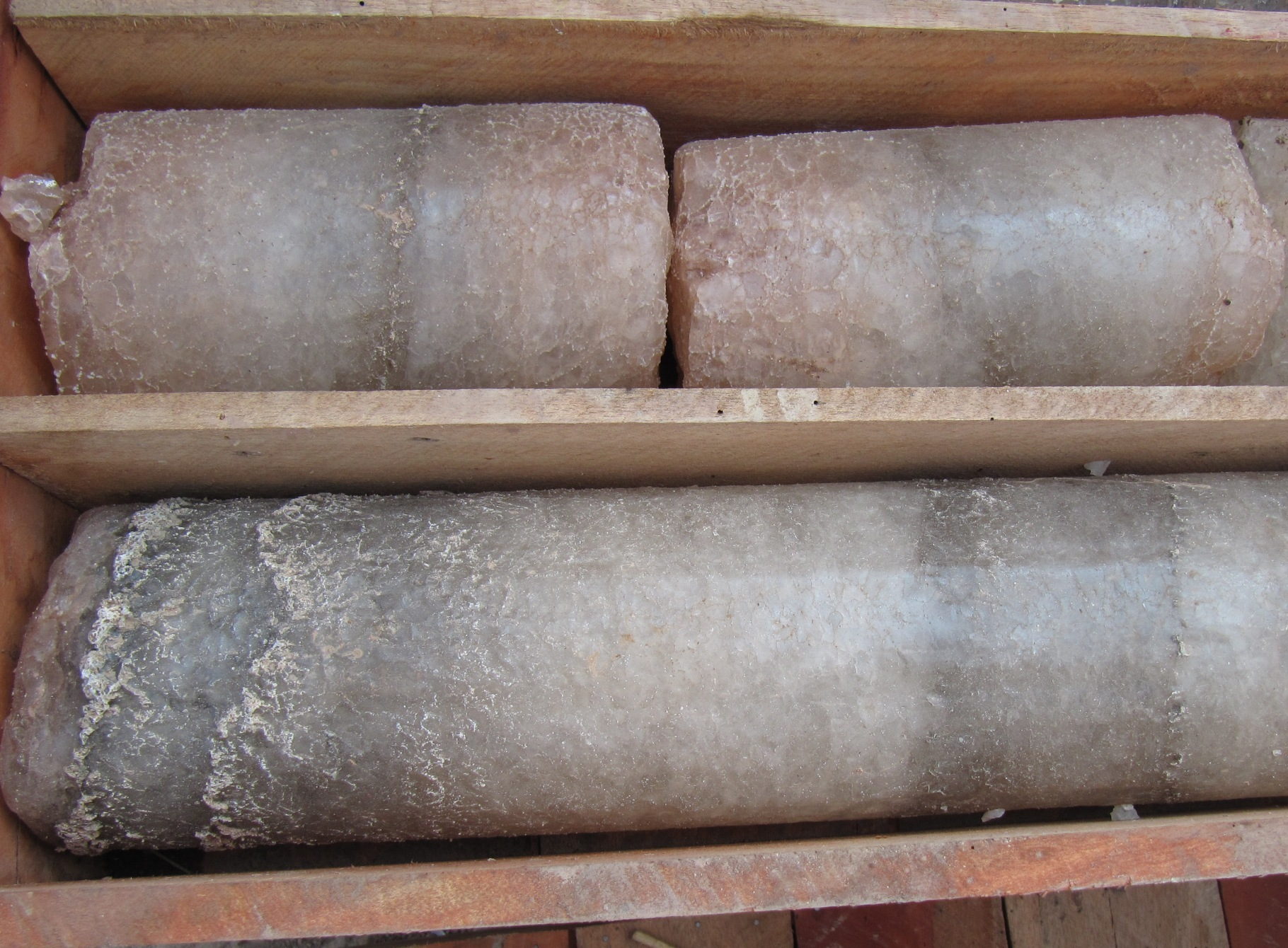
Mẫu lõi khoan đá muối halit

Mẫu lõi khoan là mẫu vật liệu thu được khi thực hiện khoan thăm dò vào lòng khối vật liệu nào đó bằng các thiết bị khoan chuyên dụng.
Trong thực tế mẫu lõi được ứng dụng với 3 trường hợp tách biệt nhau:
1. Khoan thăm dò địa chất thực hiện khoan lấy mẫu đất đá trong lòng đất.[2]
2. Khoan kiểm tra chất lượng đúc vật liệu, như kiểm tra bê tông [3], gốm sứ, kim loại và hợp kim, đặc biệt là các vật liệu mềm hơn.[4][5]
3. Các mẫu lõi cũng có thể được lấy từ các sinh vật sống, bao gồm cả con người, đặc biệt là xương của một người để kiểm tra bằng kính hiển vi để giúp chẩn đoán bệnh.

Các thiết bị khoan tạo ra các lỗ hình trụ dài. Trong quá trình khoan hệ thống ống thép rỗng gọi là mũi khoan lõi, tạo và giữ các mẫu lõi trong ống mẫu. Một loạt các bộ lấy mẫu lõi khác nhau để lấy mẫu theo các phương tiện khác nhau trong các điều kiện khác nhau. Trong quá trình lấy mẫu, mẫu được đẩy ít nhiều còn nguyên vẹn vào ống. Sau đó mẫu được lấy ra khỏi ống, được mô tả và ghi chép ban đầu nếu cần. Các mẫu được đưa tới phòng thí nghiệm để kiểm tra và phân tích bằng các kỹ thuật và thiết bị khác nhau tùy thuộc vào loại dữ liệu mong muốn.
Các đầu khoan đang tiếp tục được phát minh thường xuyên để nâng cao hiệu quả lấy mẫu.

## Khoan thăm dò địa chất
Trong khoan thăm dò địa chất hiện có hai dạng lấy mẫu lõi khoan chính:
1. Các mũi khoan xoay cho ra mẫu nguyên dạng có dạng trụ, cho phép xác định chính xác độ sâu các điểm mẫu.
2. Các mũi khoan đập, nghiền cho ra dăm mùn khoan, độ sâu mẫu bị xáo trộn.

Ống chứa mẫu được lắp vào cần khoan, sau đó đến lưỡi khoan. Khi đầy mẫu trong ống chứa, hoặc khi đạt độ sâu nhất định, thì có thao tác thích hợp để bẻ và chèn giữ mẫu trong ống. Kết quả được mô tả ghi chép vào nhật ký khoan, sau đó dựng ra cột địa tầng hố khoan.